# Okres Kysucké Nové Mesto
Okres Kysucké Nové Mesto je jedním z okresů Slovenska. Leží v Žilinském kraji v jeho severozápadní části v regionu Kysuce. Na severu hraničí s okresem Čadca, na jihu s okresem Žilina. Patří k nejmenším okresům na území Slovenska. Od roku 1960 do 1996 byl sloučený s okresem Čadca se sídlem ve městě Čadca.
Okres je tvořen 14 obcemi, ale pouze jedna má statut města: Kysucké Nové Mesto, které je zároveň i sídelním městem okresu.
Spolu s územím okresu Čadca tvoří okres Kysucké Nové Mesto historický region Kysuce. V minulosti tyto dva okresy tvořily rovnoměrnou oblast cestovního ruchu.